# Göte Hagström
Ernst Göte Hagström, född 7 september 1918 i Gagnef, död 5 oktober 2014 i Kvarnsveden, var en svensk friidrottare (hinderlöpning). Han tävlade inhemskt för Kvarnsvedens GoIF.
Hagström deltog vid Olympiska sommarspelen 1948 i London på distansen 3000 meter hinder där han lyckades fullborda den svenska trippeln genom att belägga bronsplatsen på tiden 9.11,8. Han är gravsatt på Norra griftegården i Kvarnsveden.